# Alexander I av Makedonien
Alexander I (grekiska: Αλεξανδρος I, Alexandros I) var regent av Makedonien från 498 f.Kr. till 454 f.Kr. Han var son till Amyntas I.
Enligt Herodotos var han först fientlig mot Persien och lät dräpa Dareios I:s sändebud då dessa anlände till hans fars hov under det joniska upproret. Han var dock tvungen att underkasta sig Persien under invasionen av Grekland av Dareios son Xerxes I, och han tjänade som representant för den persiske guvernören Mardonios under fredsförhandlingarna efter den persiska förlusten av slaget vid Salamis år 480 f.Kr. Trots hans samarbete med Persien gav han ofta förråd och råd till grekerna och varnade dem om Mardonios planer innan slaget vid Plataiai år 479 f.Kr. Alexander återfick till slut Makedoniens självständighet efter Perserkrigens slut. 
Även om Makedonien ansågs som en halvbarbarisk stat av många greker (speciellt de vars kolonier nära Makedonien hotades av den makedonska expansionen), kunde Alexander hävda släktskap med argosiska greker och Herakles. Sedan en domstol av hellanodikaier fastslagit hans anspråk som sanna, tilläts han delta i de olympiska spelen. Alexander var beskyddare av poeten Pindaros.
Efter sin död år 454 efterträddes han av sin son Perdikkas II.